# Ульф Стернер
Ульф Івар Ерік Стернер (швед. Ulf Ivar Erik "Uffe" Sterner, нар. 11 лютого 1941, Дежо) — шведський хокеїст, що грав на позиції крайнього нападника. Згодом — хокейний тренер. Двічі брав участь у зимових Олімпійських іграх у 1960 та 1964 роках. Багаторазовий учасник і призер чемпіонатів світу з хокею. Перший європейський хокеїст у Національній хокейній лізі.

## Ігрова кар'єра
Хокейну кар'єру розпочав на батьківщині 1956 року виступами за команду «Форсгага ІФ». 12 листопада 1959 року він дебютував у міжнародному турнірі в товариському матчі з командою Чехословаччини. Наприкінці 1950-х і на початку 1960-х років він був одним із найпопулярніших гравців Швеції. На чемпіонаті світу з хокею 1962 року Стернер закинув шайбу в ворота Канади, яку він згодом назвав своїм найкращим голом. Його команда перемогла в грі з рахунком 5-3 і завоювала золоту медаль. На чемпіонаті світу 1963 року він зробив хет-трик проти Канади. Його команда перемогла в грі з рахунком 4-1. Після гри, він і товариш по команді Свен Тумба зустрівся з королем Густавом VI Адольфом та отримали від нього привітання.
Вперше на Олімпіаду він потрапив у 1960 році. Команда не завоювала медаль. У 1963 році Ульфом зацікавився клуб НХЛ «Нью-Йорк Рейнджерс», а в жовтні Стернер здійснив поїздку до тренувального табору. Сторони підписали п'ятирічний контракт, але Стернер відмовився грати в цьому сезоні, щоб зберегти свій статус аматора на зимовій Олімпіаді 1964 року. Команда виграла срібну медаль. Стернер прибув до тренувального табору в 1964 році і показав чудові результати. Проте в НХЛ, на відміну від Міжнародної федерації хокею із шайбою, допускається більш жорстка гра, що не було звичним для гравців з Європи. Давши Ульфу час, щоб пристосуватися до американського стиля гри, «Рейнджерс» запропонував йому для початку зіграти в фарм-клубі «Сент-Пол Рейнджерс». Через два місяці він пристосувався й його перевели до клубу «Балтімор Кліпперс» в АХЛ. Нарешті, 27 січня 1965 року він приєднався до «Рейнджерс» у грі проти «Бостон Брюїнс», ставши першим європейцем, який зіграв у НХЛ.
Зрештою, Стернер зіграв лише чотири гри в НХЛ, і він не заробив жодного очка. Він не бажав грати грубо й був відправлений назад до АХЛ, і незабаром стало зрозуміло, що він не збирається повертатися до НХЛ.
Протягом професійної клубної ігрової кар'єри, що тривала 23 роки, захищав кольори команд «Форсгага ІФ», «Вестра Фрелунда», «Нью-Йорк Рейнджерс», «Регле», «Фер'єстад» та «Лондон Лайонс».
Виступав за збірну Швеції, на головних турнірах світового хокею провів 86 ігор в її складі.
У 1964 році, виступаючи за збірну Швеції, став срібним призером зимових Олімпійських ігор у Інсбруці.

## Статистика

### Клубні виступи
| Сезон                | Клуб                 | Ліга                 | Регулярний сезон | Регулярний сезон | Регулярний сезон | Регулярний сезон | Регулярний сезон | Плей-оф | Плей-оф | Плей-оф | Плей-оф | Плей-оф |
| Сезон                | Клуб                 | Ліга                 | І                | Г                | П                | О                | ШХ               | І       | Г       | П       | О       | ШХ      |
| -------------------- | -------------------- | -------------------- | ---------------- | ---------------- | ---------------- | ---------------- | ---------------- | ------- | ------- | ------- | ------- | ------- |
| 1956–57              | «Форсгага ІФ»        | Гокейеттан           | 7                | 3                | 0                | 3                | —                | —       | —       | —       | —       | —       |
| 1957–58              | «Форсгага ІФ»        | Гокейеттан           | 14               | 2                | 0                | 2                | —                | —       | —       | —       | —       | —       |
| 1958–59              | «Форсгага ІФ»        | Гокейеттан           | 11               | 7                | 8                | 15               | —                | —       | —       | —       | —       | —       |
| 1959–60              | «Форсгага ІФ»        | Гокейеттан           | 14               | 17               | 6                | 23               | 14               | —       | —       | —       | —       | —       |
| 1960–61              | «Форсгага ІФ»        | Гокейеттан           | 13               | 14               | 8                | 22               | 2                | —       | —       | —       | —       | —       |
| 1961–62              | «Вестра Фрелунда»    | Гокейеттан           | 13               | 12               | 9                | 21               | 26               | 7       | 6       | 4       | 10      | 5       |
| 1962–63              | «Вестра Фрелунда»    | Гокейеттан           | 14               | 14               | 6                | 20               | 6                | 7       | 7       | 4       | 11      | 0       |
| 1963–64              | «Вестра Фрелунда»    | Гокейеттан           | 12               | 10               | 2                | 12               | 6                | 7       | 1       | 4       | 5       | 10      |
| 1964–65              | «Нью-Йорк Рейнджерс» | НХЛ                  | 4                | 0                | 0                | 0                | 0                | —       | —       | —       | —       | —       |
| 1964–65              | «Сент-Пол Сейнтс»    | ЦПХЛ                 | 16               | 12               | 9                | 21               | 2                | —       | —       | —       | —       | —       |
| 1964–65              | «Балтімор Кліпперс»  | АХЛ                  | 52               | 18               | 26               | 44               | 12               | 5       | 1       | 0       | 1       | 2       |
| 1965–66              | «Регле»              | Swe-2                | 15               | 32               | 11               | 43               | —                | 6       | 12      | 3       | 15      | —       |
| 1966–67              | «Регле»              | Swe-2                | 19               | 4                | 11               | 15               | 11               | —       | —       | —       | —       | —       |
| 1967–68              | «Фер'єстад»          | Гокейеттан           | 21               | 16               | 8                | 24               | 19               | —       | —       | —       | —       | —       |
| 1968–69              | «Вестра Фрелунда»    | Гокейеттан           | 19               | 19               | 20               | 39               | 10               | 7       | 5       | 7       | 12      | 2       |
| 1969–70              | «Фер'єстад»          | Swe-2                | 17               | 14               | 22               | 36               | —                | 5       | 4       | 3       | 7       | 2       |
| 1970–71              | «Фер'єстад»          | Гокейеттан           | 6                | 4                | 7                | 11               | 13               | 14      | 10      | 3       | 13      | 14      |
| 1971–72              | «Фер'єстад»          | Гокейеттан           | 14               | 10               | 15               | 25               | 28               | 14      | 5       | 6       | 11      | 24      |
| 1972–73              | «Фер'єстад»          | Гокейеттан           | 14               | 7                | 15               | 22               | 23               | 14      | 10      | 2       | 12      | 29      |
| 1973–74              | «Лондон Лайонс»      | Britain              | 64               | 27               | 88               | 115              | 71               | 2       | 0       | 2       | 2       | 0       |
| 1974–75              | BK Bäcken            | Swe-3                | 22               | 14               | 30               | 44               | 63               | —       | —       | —       | —       | —       |
| 1975–76              | BK Bäcken            | Swe-2                | 22               | 17               | 23               | 40               | 31               | —       | —       | —       | —       | —       |
| 1976–77              | BK Bäcken            | Swe-2                | 24               | 14               | 24               | 38               | —                | —       | —       | —       | —       | —       |
| 1977–78              | Vänersborgs HC       | Swe-3                | 15               | 17               | 16               | 33               | —                | —       | —       | —       | —       | —       |
| 1988–89              | Hammarö HC           | Swe-3                | —                | —                | —                | —                | —                | —       | —       | —       | —       | —       |
| 1989–90              | Hammarö HC           | Swe-3                | 1                | 0                | 0                | 0                | 0                | —       | —       | —       | —       | —       |
| Усього в Гокейеттані | Усього в Гокейеттані | Усього в Гокейеттані | 172              | 135              | 104              | 239              | 147              | 70      | 44      | 30      | 74      | 84      |

### Збірна
| Рік                | Команда            | Турнір             | І  | Г  | П  | О  | ШХ |
| ------------------ | ------------------ | ------------------ | -- | -- | -- | -- | -- |
| 1960               | Швеція             | ОІ                 | 5  | 0  | 1  | 1  | 0  |
| 1961               | Швеція             | ЧС                 | 7  | 5  | 0  | 5  | 2  |
| 1962               | Швеція             | ЧС                 | 7  | 9  | 7  | 16 | 2  |
| 1963               | Швеція             | ЧС                 | 7  | 7  | 2  | 9  | 2  |
| 1964               | Швеція             | ОІ                 | 7  | 6  | 5  | 11 | 0  |
| 1966               | Швеція             | ЧС                 | 7  | 4  | 1  | 5  | 0  |
| 1967               | Швеція             | ЧС                 | 7  | 2  | 3  | 5  | 7  |
| 1969               | Швеція             | ЧС                 | 10 | 5  | 9  | 14 | 8  |
| 1970               | Швеція             | ЧС                 | 10 | 1  | 7  | 8  | 7  |
| 1971               | Швеція             | ЧС                 | 10 | 2  | 2  | 4  | 2  |
| 1973               | Швеція             | ЧС                 | 9  | 5  | 2  | 7  | 6  |
| Національна збірна | Національна збірна | Національна збірна | 86 | 41 | 39 | 90 | 36 |